# 安氏鉛筆魚
安氏鉛筆魚，中文别名侏儒铅笔鱼，為輻鰭魚綱脂鯉目脂鯉亞目鱂脂鯉科的其一種，分布於南美洲奧里諾科河及Ereré河流域，體長可達1.6公分，棲息中底層水域，生活習性不明，可做為觀賞魚。